# Polycorp Poly 1 Educational Computer
Polycorp Poly 1 Educational Computer (Poly 1 Educational Computer) је био професионални рачунар фирме Polycorp који је почео да се производи у Новом Зеланду од 1981. године.
Користио је Motorola 6809 као микропроцесор. RAM меморија рачунара је имала капацитет од 64 KB. 
Као оперативни систем кориштен је FLEX.

## Детаљни подаци
Детаљнији подаци о рачунару Poly 1 Educational Computer су дати у табели испод.
|                       |                                     |
| [ 1 ]                 |                                     |
| Произвођач            |                                     |
| Тип                   | професионални рачунар               |
| Меморија              | 64 KB                               |
| Поријекло             | Нови Зеланд                         |
| Година                | 1981                                |
| Тастатура             | пуна тастатура + функцијски тастери |
| Процесор              |                                     |
| Фреквенција процесора | 1 или 4                             |
| RAM                   | 64 KB                               |
| ROM                   | 16 BASIC + 4 BIOS                   |
| Текст                 | Display 1 - 40x24 текст             |
| Графика               | Displays 2 + 4 - 240x204            |
| Боја                  | 16                                  |
| Звук                  |                                     |
| Димензије             |                                     |
| Портови               |                                     |
| Оперативни систем     |                                     |